# François Christophe Edmond Kellermann
François Christophe Edmond Kellermann (Parigi, marzo 1802 – Parigi, 2 ottobre 1868) è stato un diplomatico e politico francese.
Duca di Valmy e dell'Impero, era figlio del generale napoleonico François Étienne Kellermann.

## Biografia
Educato presso il collegio Sainte-Barbe di Parigi, studiò poi diritto presso l'Università di Heidelberg.
Nel 1824, grazie all'intercessione di François-René de Chateaubriand, allora Ministro francese degli Affari esteri, fu nominato attaché presso l'Ambasciata di Francia a Costantinopoli. Nel 1827 fu incaricato di una missione diplomatica a Smirne, a seguito della campagna di Morea, prima di essere incaricato di un rapporto sulla situazione politica della Grecia. A metà di aprile fu accreditato come incaricato d'affari a Capodistria e divenne segretario della legazione. Rientrato in Francia dopo la Rivoluzione di luglio, fu nominato Capo di Gabinetto presso il Ministero degli Affari Esteri, poi primo segretario d'Ambasciata a Berna il 23 marzo 1831.
Il disaccordo con la politica del governo, si dimise dalla diplomazia il 5 febbraio 1833, nonostante i rimproveri del padre, che monacciò di diseredarlo. Egli visse dei propri scritti collaborando al Rénovateur e divenne uno dei proprietari del giornale realista La Quotidienne. Nel 1838 acquistò da M.me Kapeler il Castello di Stors (Val-d'Oise), ove intraprese importanti lavori di ristrutturazione.
Il 2 gennaio 1839 fu eletto deputato nel secondo collegio dell'Alta Garonna (Tolosa), in sostituzione del deceduto duca di Fitz-James. Fu rieletto alle elezioni generali del 2 marzo 1839 e a quelle del 9 luglio 1842. Egli si oppose all'alleanza inglese, al diritto di visita, al progetto di fortificazione di Parigi e reclamò la libertà di insegnamento. Nel 1843 partecipò al "pellegrinaggio" di Belgrave Square al seguito di Enrico di Artois, conte di Chambord. Rieletto il 2 marzo 1844 con una forte maggioranza, egli rivide il conte di Chambord a Venezia nel 1845. Non si ricandidò alle elezioni generali del 1846, dedicandosi alla letteratura politica.
Si diede quindi a diverse operazioni speculative durante il Secondo Impero, fu nominato membro della Commissione per l'abbellimento di Parigi e incaricato di studiare la questione della riva sinistra. Il Barone Haussmann lo descrsse come «…un gentiluomo di molto buone maniere e di spirito colto, senza la minima attitudine per l'amministrazione.» Lo si ritrova alla testa della Compagnia ferroviaria che nel 1853 ottenne la concessione della linea ferroviaria da Saint-Rambert-en-Bugey a Grenoble e sollecitò l'autorizzazione a prolungarla fino alla frontiera con il Piemonte. Tuttavia la situazione finanziaria della compagnia e la presunzione di speculazioni portarono al rifiuto da parte delle autorità. Nel 1861, oppresso dai debiti, rivendette le sue proprietà di Stors a Pierre Casimir Cheuvreux.

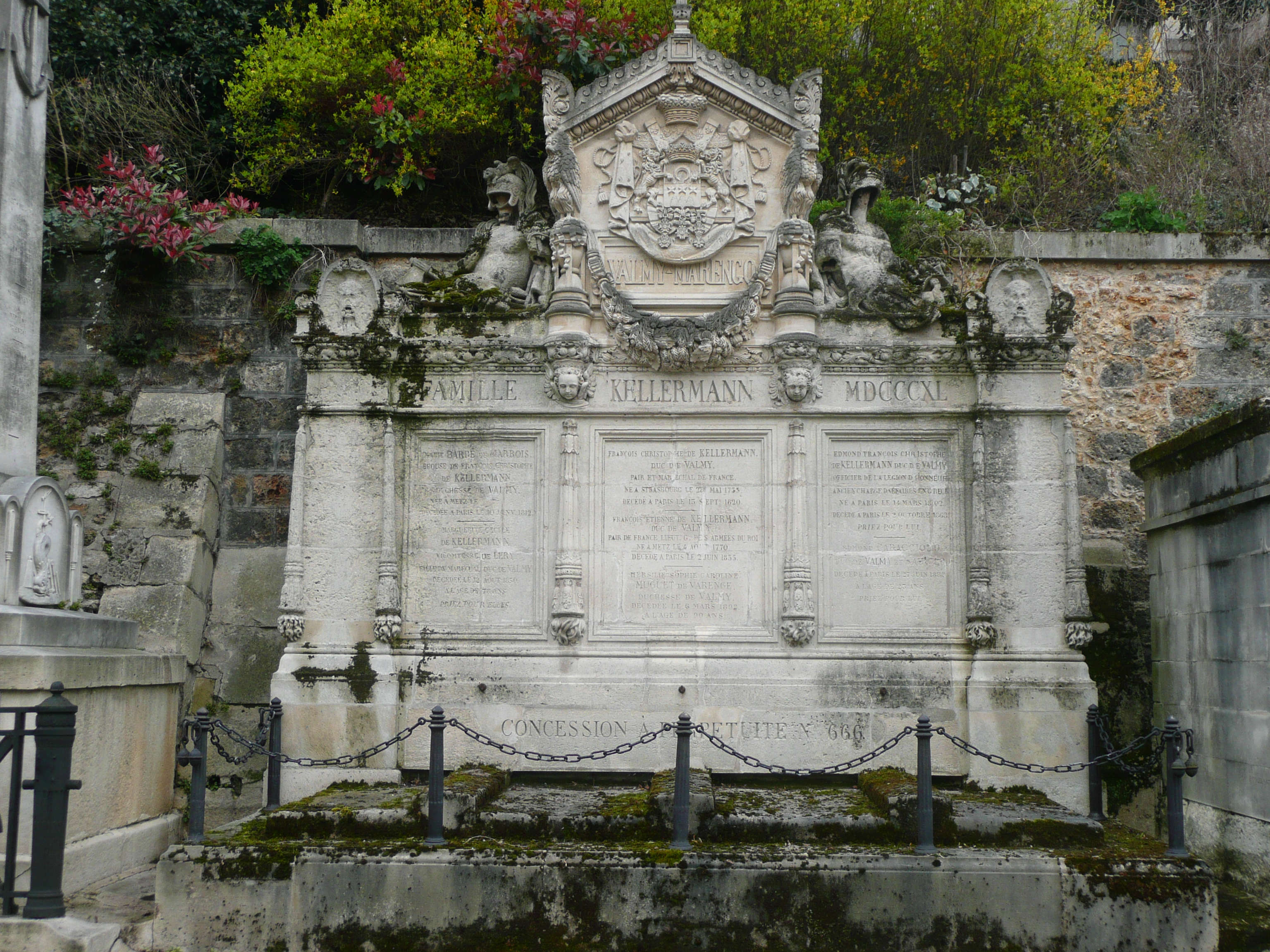
La tomba della famiglia Kellermann nel cimitero di Père-Lachaise

Deceduto nel 1868, la sua salma fu inumata nella tomba di famiglia nel cimitero di Père-Lachaise, 30ª divisione..

## Opere
(in lingua francese)
- Question d'Orient, 1840
- Note sur le droit de visite, 1841
- Coup d'œil sur les rapports de la France avec l'Europe, 1844
- Moyens de combattre le socialisme, dans le journal La Patrie, 1849
- De la force du droit et du droit de la force, 1850
- Histoire de la campagne de 1800, d'après les mémoires manuscrits laissés par son père, 1854
- Le génie des peuples dans les arts, 1867

## Residenze
- Castello di Stors (Val-d'Oise), dal 1838 al 1861.